# Samuel von Brukenthal
El freiherr Samuel von Brukenthal (Leschkirch, 26 de julio de 1721-Hermannstadt, 9 de abril de 1803) fue un jurista sajón de Transilvania, gobernador Habsburgo del Gran Principado de Transilvania entre el 6 de julio de 1774 y el 9 de enero de 1787. Fue un gran coleccionista de arte, con las obras que reunió se abrió en 1817 el museo que lleva su nombre en Sibiu.

## Biografía

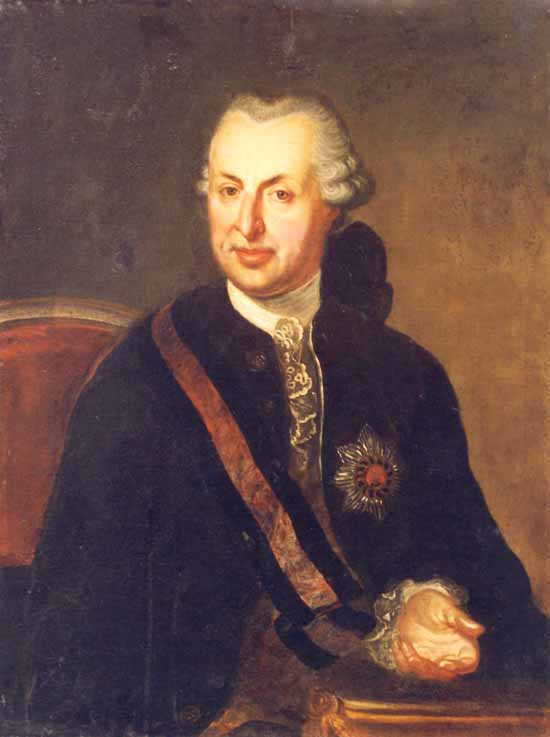
Samuel von Brukenthal.

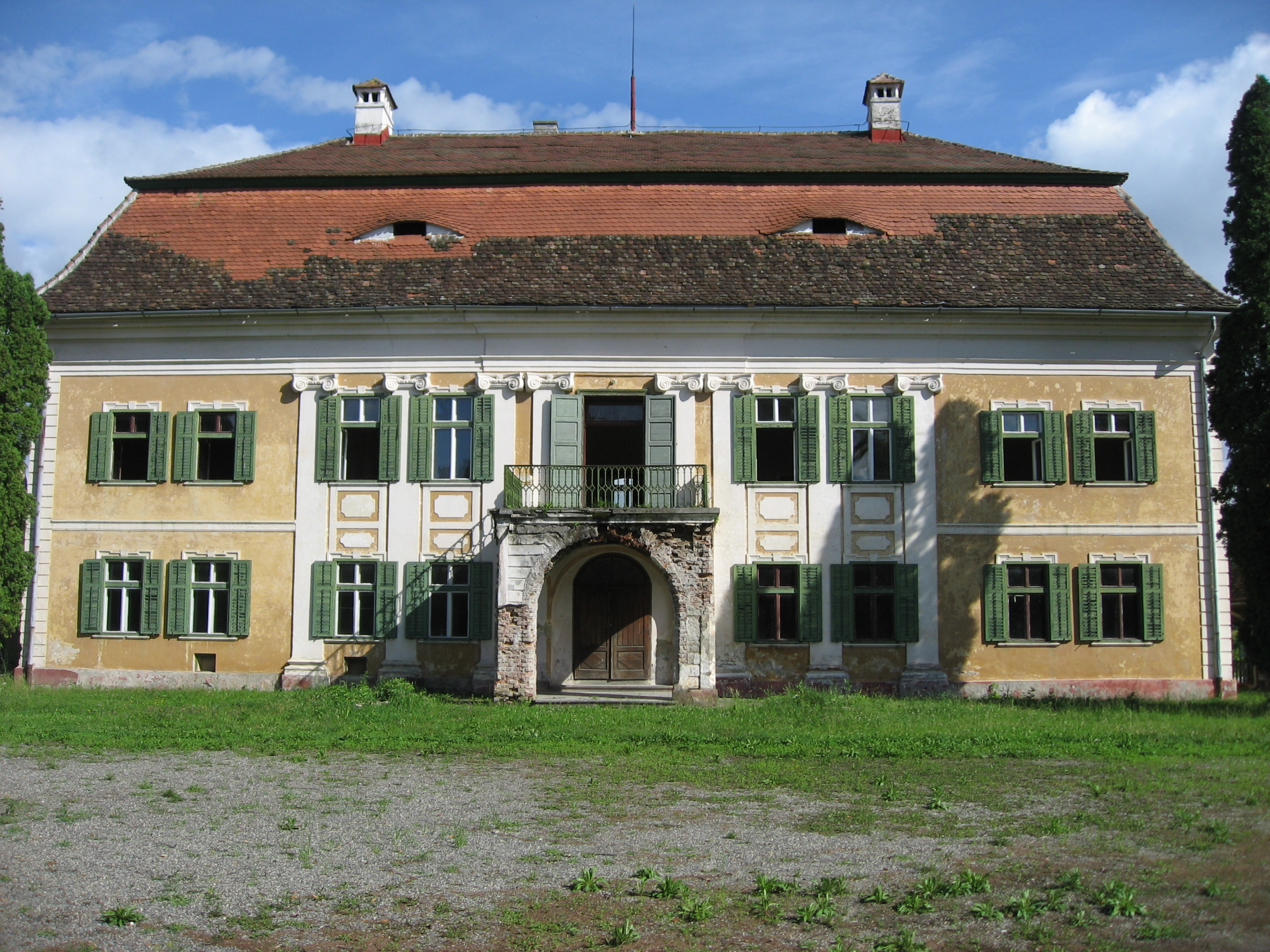
Castillo Brukenthal de Avrig.

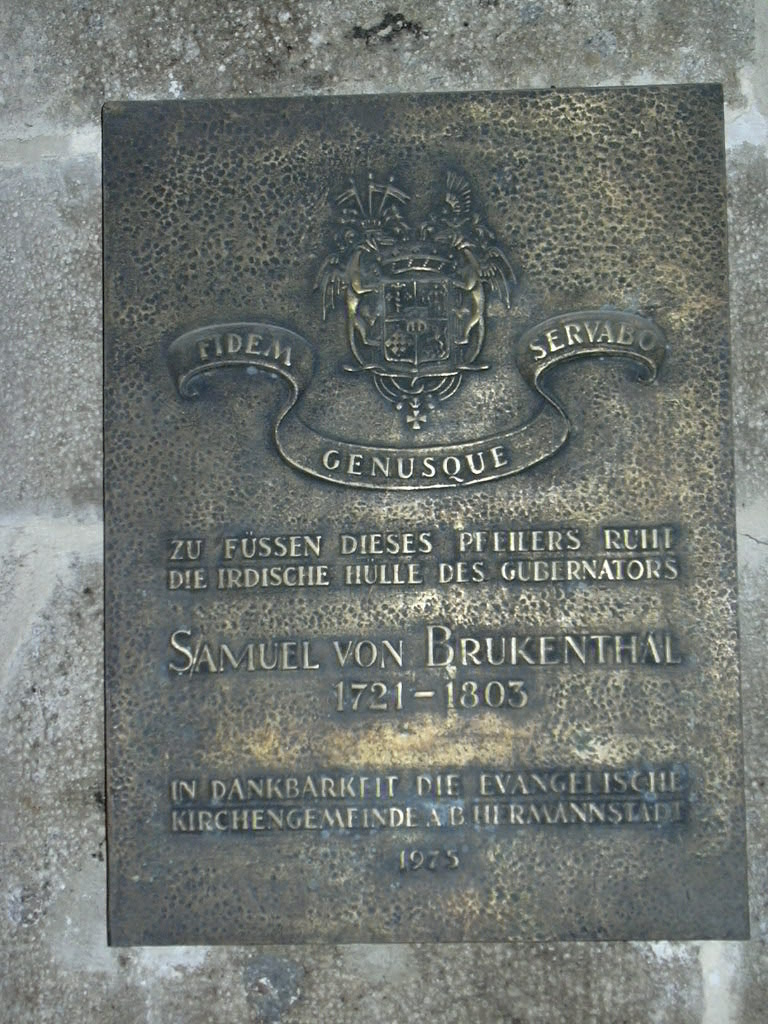
Sepulcro en la catedral luterana de Sibiu.

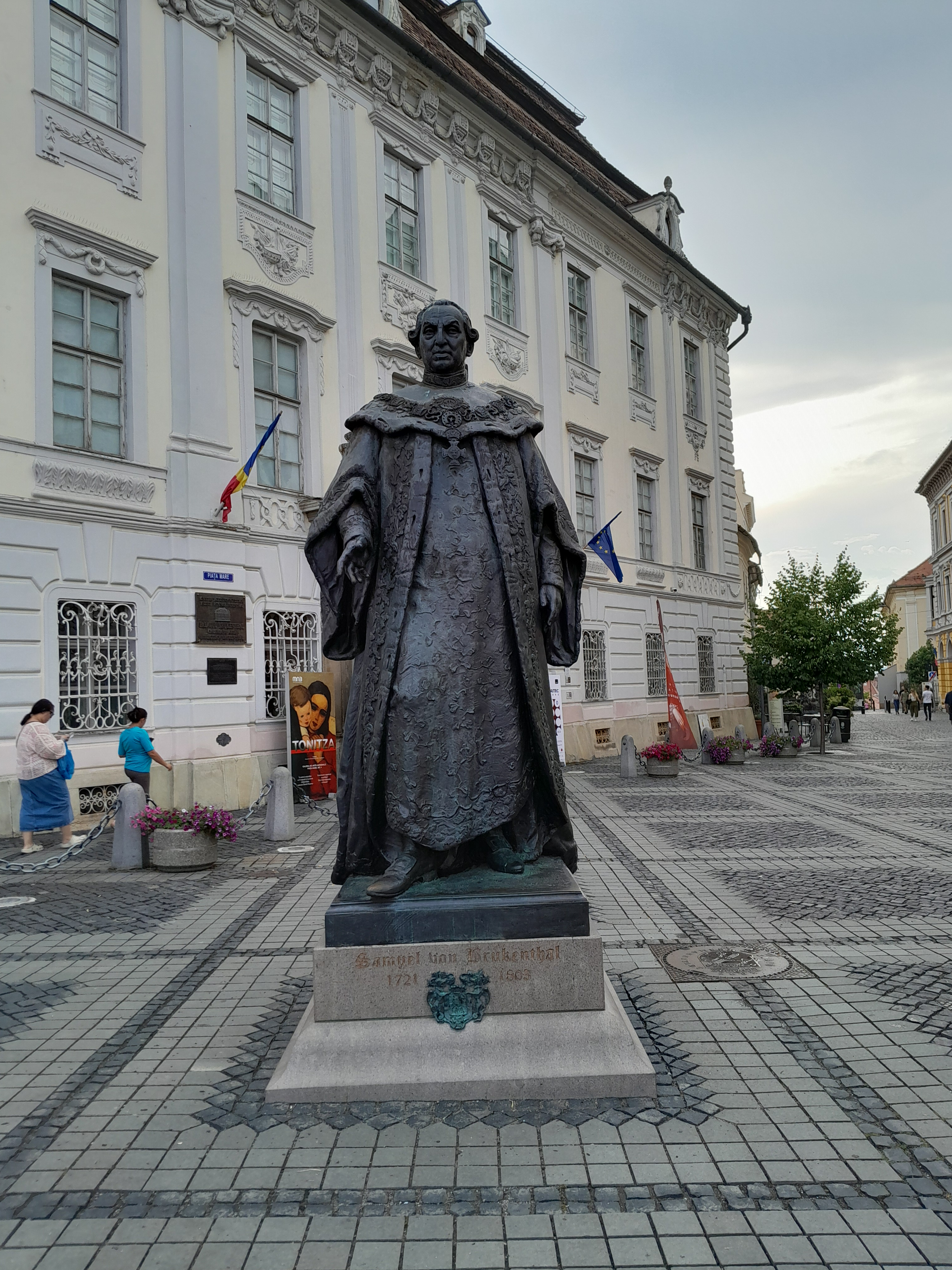
Monumento en Sibiu

Samuel von Brukenthal nació el 26 de julio de 1721 en Leschkirch (Nocrich), entre Hermannstadt (Sibiu) y Agnetheln (Agnita). Tanto su abuelo como su padre habían ejercido como jueces reales. El apellido original de la familia era Brekner. El padre de Samuel, Michael Brekner, fue ennoblecido en 1724, recibiendo el apellido noble von Brukenthal. Este premio fue en recompensa por su conducta leal frente a los kuruc en la guerra de Independencia de Rákóczi en 1703. Su madre, Susanna, formaba parte de la familia aristocrática de Conrad von Heydendorff. 
Tras graduarse de la escuela secundaria, a partir del 9 de febrero de 1741, Samuel von Brukenthal fue empleado de la Cancillería transilvana en Sibiu durante unos dos años. Más tarde estudiaría derecho, filosofía, ciencias políticas y administración en las universidades de Halle y Jena, pero no obtuvo ningún título académico. En ese momento, no se requería graduación. Un certificado de buena conducta durante los estudios era suficiente. Durante sus estudios, logró entrar en los altos círculos de la corte de Berlín y se inició en la masonería en la logia Zu den Drei Adler en Viena, luego se convirtió en miembro de la logia masónica en Magdeburgo.
Obtuvo el cargo de canciller provincial en Viena. Aquí inició varias colecciones y una valiosa biblioteca. Ya en 1773, sus colecciones eran mencionadas en un almanaque como una de las colecciones privadas más valiosas de Viena en el momento. Adquiría artículos en Viena, ya sea personalmente o a través del pintor Johann Martin Stock. Algunas pinturas provienen de colecciones más antiguas, como la del archiduque Leopoldo Guillermo, otras se compraron en el mercado del arte o directamente a artistas de la época (Martin van Meytens y Franz Neuhauser el Joven). Otra parte de las colecciones provino de Transilvania. En el verano de 1745 Brukenthal regresó a Sibiu y fue admitido en la cancillería de la administración local, 
Siendo un joven de buena condición con estudios superiores, se le abrieron muchas puertas en lo personal, por lo que el 26 de octubre de 1745 se casó con Sofia Katharina, hija del alcalde provincial Daniel Klokner von Kloknern, pero perdió el apoyo de la familia del conde de Baußnern, que esperaba que Brukenthal se casara con su hija. El matrimonio dio un gran impulso a la carrera de Brukenthal, gracias a la dote de su esposa de unos 30.000 gulden y sus bienes raíces y tierras, que contribuyeron a su ascenso entre los dignatarios de Transilvania. 
Inicialmente ocupó cargos de poca relevancia, como secretario segundo, luego secretario jefe y desde 1751 diputado adjunto del magistrado de Sibiu. En 1753 se le dio la oportunidad única de viajar a Viena, donde fue recibido por la audiencia por la emperatriz María Teresa de Austria. La nación sajona aspiraba a tener una secretaría de administración (además de las dos existentes para húngaros y sículos). En Viena, Brukenthal recibió la tarea de establecer esta secretaría. No solo cumplió con éxito esta tarea, sino que el 18 de enero de 1754 fue nombrado jefe de la secretaría de la nación sajona.
En 1762, la emperatriz María Teresa de Austria lo elevó al rango de freiherr (barón). En 1765 fue nombrado jefe de la Cancillería de la Corte, en 1772 jefe de la Cancillería Provincial. En 1777 fue nombrado gobernador del Gran Principado de Transilvania, cargo que ocupó hasta 1787. Fue el único sajón transilvano que llegó a tan alto puesto. 
Sus ingresos aumentaron sustancialmente. Si comenzó a trabajar en la administración con un ingreso anual de 150-300 gulden, recibía 2.000 gulden como jefe de la Cancillería de la Corte, 7.900 como jefe de la Cancillería Provincial, 9.900 como Presidente de la Cancillería de la Corte de Transilvania y 24.000 como gobernador.
Tras la muerte de la emperatriz María Teresa de Austria, Samuel von Brukenthal cayó en desgracia con su hijo, el emperador José II, y se vio obligado a dimitir como gobernador. Sin embargo, se le concedió una pensión anual de 4.000 gulden.
En 1779 construyó el Palacio Brukenthal en Sibiu, en estilo barroco tardío, siguiendo el modelo vienés. El magnífico espacio de esta residencia, que albergaba las veladas musicales y literarias patrocinadas por el barón, las galerías de arte, la imprenta y la biblioteca, fueron un núcleo espiritual excepcional para Transilvania. Las colecciones de arte europeo del barón estuvieron abiertas al público desde 1790, tres años antes de la inauguración del Museo del Louvre en París. El primer bibliotecario que, siguiendo directrices científicas, catalogó, de 1777 a 1789 la biblioteca de Brukenthal, fue Samuel Hahnemann, que más tarde fundaría la homeopatía. 
Tras su muerte en Sibiu en 1803, fue enterrado en la catedral luterana de Sibiu. De acuerdo a su testamento, Samuel von Brukenthal ordenaba la apertura del Palacio como museo público, inscribiéndose así su gesto entre los grandes de la Ilustración del siglo. El palacio se convirtió en museo público en 1817, conocido como Museo Brukenthal, una de las primeras instituciones de este tipo en Europa.
Para que esta colección no se desmantelara tras su muerte, Samuel von Brukenthal dispuso en su testamento que solo los descendientes varones podían heredar la colección. En caso de que la descendencia masculina muriera, las colecciones serían administradas por una fundación y pasarían a ser propiedad del Gimnasio Evangélico de Sibiu, cuyo edificio encargó reformar. En 1867, el barón Joseph von Brukenthal, uno de los herederos, legó el palacio (que había sido un museo al público desde 1817) a esta fundación. En 1872, murió el último heredero varón, el barón Hermann von Brukenthal, y la familia Brukenthal se extinguió. El Gimnasio se hizo cargo de la fundación.
Otras residencias del barón que destacan por su arquitectura son el Castillo Brukenthal de Avrig (Freck, residencia de verano) y el palacio barroco de Sâmbăta de Jos (Untermühlenderf, 1750-60), que cuenta con una cuadra de caballos lipizzanos establecida por Johannes von Brukenthal en 1874.